# Боргоново (Ђенова)
Боргоново је насеље у Италији у округу Ђенова, региону Лигурија.
Према процени из 2011. у насељу је живело 475 становника. Насеље се налази на надморској висини од 103 м.